# Хроніка Длугоша
Хроніка Длугоша, або «Аннали, або хроніки великих королів Польщі» (лат. Annales seu cronicae incliti Regni Poloniae) — трактат з історії Польщі та навколишніх земель (у тому числі Русі) у 12 томах, написаний польським істориком Яном Длугошем за зразком «Історії Риму» Тіта Лівія. Крім історичних, хроніка містить цінні для свого часу відомості з географії та етнографії Польщі. Трактат написано з позицій сарматизму.
Роботу над своєю «Хронікою» Ян Длугош вів із перервами у 1455—1480 роках, розпочавши її, ймовірно, з ініціативи свого покійного покровителя кардинала Збігнева Олесницького. Перша редакція хроніки написана була в 1458-1461 роках, і надалі вона неодноразово редагувалась і доповнювалася автором.
Вперше фундаментальну працю Длугоша було надруковано у 1614 році у скороченні, і лише у 1711—1712 році вийшло повне його видання у двох томах. Найбільш авторитетною визнається чотирнадцятитомна коментована публікація, випущена у 1863—1887 роках у Кракові Олександром Пршездецьким та Каролем Мехержинським (лат. Joannis Dlugosz Senioris Canonici Cracoviensis Opera Omnia).

## Інтернет-ресурси
- Jan Długosz: Roczniki czyli kroniki sławnego Królestwa Polskiego portal przygotowany przez Bibliotekę Narodową
- Jana Długosza kanonika krakowskiego Dziejów polskich ksiąg dwanaście, W Krakowie, 1867, t. 1, ks. 1, 2, 3, 4.
- Jana Długosza kanonika krakowskiego Dziejów polskich ksiąg dwanaście, W Krakowie, 1868, t. 2, ks. 5, 6, 7, 8.
- Jana Długosza kanonika krakowskiego Dziejów polskich ksiąg dwanaście, W Krakowie, 1868, t. 3, ks. 9, 10.
- Jana Długosza kanonika krakowskiego Dziejów polskich ksiąg dwanaście, W Krakowie, 1869, t. 4, ks. 11, 12.
- Jana Długosza kanonika krakowskiego Dziejów polskich ksiąg dwanaście, W Krakowie, 1870, t. 5, ks. 12.
- Józef Muczkowski Wiadomość o rekopismach historyi Długosza, Kraków, 1850.
- Józef Łepkowski, Aleksander Przezdziecki Sprawozdanie z czynności Wydawnictwa dzieł Długosza, Kraków, 1859.
- Wincenty Pol Zasługi Długosza pod względem geografii.